# September 1934
| Deze maand                                                                                                |
| --- |
| - Senaat onderzoekt wapenindustrie - Sovjet-Unie en Ecuador treden toe tot de Volkenbond - Hervorming NRA |

De volgende gebeurtenissen speelden zich af in september 1934. Sommige gebeurtenissen kunnen één of meer dagen te laat zijn vermeld doordat ze op de datum staan aangegeven waarop ze in het nieuws kwamen in plaats van de datum waarop ze werkelijk hebben plaatsvonden.
- 1: In Duitsland worden ambtenaren die lid waren van de voormalige SPD en Zentrumspartei of van gedeeltelijk-Joodse afkomst zijn uitgesloten van promotie en overplaatsing.
- 2: Japan ziet af van een aanvraag tot opzegging van het Verdrag van Washington.
- 2: De werken van Maxim Gorki worden in Duitsland verboden en zullen in beslag worden genomen.
- 2: In Duitsland zullen de meeste werknemers jonger dan 25 jaar worden ontslagen en door oudere werknemers worden vervangen.
- 2: In de Verenigde Staten begint een staking in de textielindustrie. Eisen zijn onder meer een 30-urige werkweek zonder loonsverlaging en volledige erkenning van de vakbonden.
- 4: Evangeline Booth wordt gekozen tot nieuwe generaal van het internationale Leger des Heils. Zij zal de aftredende Edward Higgins opvolgen.
- 4: NSDAP-leden krijgen de opdracht zich strikter van Joden gescheiden te houden. Zo mogen zij geen Joden vertegenwoordigen bij rechtbank of bestuur, zich in het openbaar tussen joden ophouden of geld van Joden aannemen voor de partijkas.
- 4: Het Hooggerechtshof in Berlijn verklaart de afzetting van de Berlijnse predikant Buchholtz, en daarmee het optreden van rijksbisschop Müller in de kerkpolitieke strijd, onwettig.
- 4: De Amerikaanse Senaat begint een onderzoek naar misstanden in de Amerikaanse wapenindustrie.
- 4-10: In Neurenberg wordt de partijdag van de NSDAP gehouden.
  - Adolf Hitler stelt dat er de komende jaren geen nieuwe revoluties te verwachten zijn in Duitsland. De hervorming van de partij zal het komende jaar doorgezet worden.
  - Hitler spreekt afkeurend over diverse moderne kunststromingen zoals het futurisme en kubisme.
  - Joseph Goebbels stelt dat het Duitse propaganda-apparaat het beste ter wereld is.
  - Hitler stelt in een toespraak tot SA en SS dat deze niet verantwoordelijk zijn voor de contrarevolutie van juni (zie: Nacht van de Lange Messen)
- 5: De DNSAP (de Deense nationaalsocialistische partij) wordt verboden.
- 8: In Spanje vindt een algemene eendaagse staking plaats.
- 9: Japan heeft plannen voor de bouw van een luchtmachtbasis op de Koerilen.
- 9: In de Belgische mijnbouw zal op 17 september een staking worden gehouden om te protesteren tegen de loonsverlaging.
- 9: In Bern is het Europees Minderhedencongres bijeen geweest.
  - Een Pools voorstel om alle staten de verplichting tot bescherming van hun minderheden te geven, wordt aangenomen, met de aantekening dat dit niet ten koste mag gaan van wat er in de Volkenbond voor minderheden geregeld is.
  - Bij toetreding van nieuwe staten tot de Volkenbond zou onderzocht moeten worden hoe deze omgaan met hun minderheden. Dit was in het bijzonder gericht op de mogelijke aankomende toetreding van de Sovjet-Unie.
- 10: De ministers van buitenlandse zaken van Noorwegen, Zweden, Denemarken en Nederland komen bijeen in Stockholm. Ze verklaren de economische samenwerking tussen hun landen te willen uitbreiden.
- 10: De vergadering van de Volkenbond wordt geopend. De Sovjet-Unie wordt toegelaten als lid.
- 11: Tot eind 1936 is de oprichting van nieuwe banken in Duitsland verboden.
- 11: Duitsland stelt het Franse voorstel voor een 'oostelijk Locarno' (een militair pact vergelijkbaar met het Verdrag van Locarno tussen de Sovjet-Unie, Duitsland, Tsjecho-Slowakije, Polen, Finland en de Baltische staten) niet te zullen aanvaarden zolang de Duitse wens van 'wapengelijkheid' niet algemeen wordt erkend. Duitsland geeft de voorkeur aan bilaterale verdragen en non-agressieverdragen boven verdragen die verplichten tot onderlinge militaire steun.
- 13: President Roosevelt besluit tot reorganisatie van de NRA.
- 13: De Sovjet-Unie en Mantsjoekwo sluiten een verdrag dat het vaarverkeer door de grenswateren regelt.
- 13: Bolivia claimt een grote overwinning nabij Carandaiti in de Chaco-oorlog met Paraguay.
- 14: Polen zegt onverwacht de minderhedenverdragen van de Volkenbond op. Andere landen reageren met bezorgdheid.
- 15: In België wordt de loonsverlaging in de mijnbouw afgeblazen, waarmee de dreiging van een staking van de baan is.
- 16: In Catalonië wordt per 1 januari de volledige gelijkberechtiging van vrouwen en mannen ingevoerd.
- 17: De toelating van de Sovjet-Unie tot de Volkenbond wordt officieel bekrachtigd.
- 18: De commissie van de Amerikaanse Senaat over de Amerikaanse wapenindustrie komt tot de volgende conclusies:
  - De wapenindustrie zet volken tegen elkaar op en gaat pogingen tot ontwapening tegen.
  - Leger en marine steunen de wapenhandel.
  - Er komt grootschalige corruptie voor. De winsten zijn hoog.
  - Het onderzoek geeft ook informatie over de herbewapening van Duitsland en Hongarije.
- 18: In Nederland zal per 1 januari voor het aannemen van buitenlands personeel in diverse sectoren een vergunning nodig zijn.
- 19: De regering van Siam treedt af na een conflict met het parlement betreffende de rubberrestrictie.
- 21: Omdat het geen kans van slagen maakt, brengt Polen zijn voorstel voor een nieuwe conferentie over de generalisatie van de minderhedenbescherming niet in stemming. Polen verklaart echter bij zijn opzegging van het bestaande minderhedenverdrag te blijven.
- 21: Centraal-Japan wordt getroffen door een tyfoon, die zeker 2000 doden eist.
- 21: Piet J. Schmidt de voorzitter van de Onafhankelijke Socialistische Partij wordt wegens opruiing tijdens het Jordaanoproer veroordeeld tot 9 maanden. In hoger beroep wordt dit vonnis op 11 december teruggebracht tot 5 maanden.
- 22: De Zweedse minister van buitenlandse zaken Rickard Sandler, tevens president van de Volkenbondsraad, nodigt de Verenigde Staten uit om tot de Volkenbond toe te treden.
- 22: Een brand in een mijn nabij Wrexham, Noord-Wales, kost 260 mijnwerkers het leven. Het is de ernstigste Britse mijnramp sinds 1913.
- 22: Gerald Nye, de voorzitter van de Senaatscommissie die de misstanden in de wapenindustrie onderzoekt, acht oorlog met Frankrijk en het Verenigd Koninkrijk onwaarschijnlijk, maar met Japan waarschijnlijk.
- 23: In Spanje wordt de staat van alarm uitgeroepen.
- 23: Eoin O'Duffy, voorzitter van de Fine Gael en de Blauwhelmen, treedt af.
- 24: De staking in de Amerikaanse textielindustrie wordt beëindigd.
- 25: De nationaalsocialistische partij in Chili wordt verboden.
- 26: De afgetreden Siamese premier Phahol Pholphayuhasena treedt opnieuw aan.
- 27: In Italië wordt een algemene 40-urige werkweek ingevoerd.
- 27: Het Saarland verzoekt om extra politiemensen om de komende volksstemming in goede banen te leiden. België, Italië en Litouwen zeggen hun medewerking toe.
- 27: Hugh Johnson wordt op eigen verzoek ontslagen als administrateur van de NRA, omdat hij het niet eens is met de wijze waarop deze gereorganiseerd wordt.
- 27: Frankrijk, het Verenigd Koninkrijk en Italië verklaren dat hun steun voor de onafhankelijkheid van Oostenrijk van kracht blijft.
- 27: Roosevelt benoemt een uit vijf personen bestaande Raad van Beheer voor de NRA die Hugh Johnson zal opvolgen en de reorganisatie zal leiden.
- 27: De Volkenbond besluit tot de instelling van een commissie om de juridische aspecten van een eventuele wapenembargo tegen Bolivia en Paraguay te onderzoeken.
- 28: Ecuador treedt toe tot de Volkenbond.
- 29: Het senaatsonderzoek naar de wapenindustrie wordt verdaagd tot eind november of begin december.
- 30: Zwitserland eist 50 miljoen franc schadevergoeding van diverse landen voor schade die Zwitserse onderdanen hebben geleden in de Eerste Wereldoorlog.
- 30: In Italië wordt de levenslange militaire voorbereiding geregeld:
  - Geestelijke opvoeding ter voorbereiding op het leger van 8 tot 18 jaar.
  - Militaire vooroefening van 18 tot 21 jaar.
  - Militaire dienst vanaf 21 jaar.
  - Herhalingsoefeningen na de diensttijd tot de leeftijd van 55 jaar.
  - 20 uur militair onderwijs per jaar aan middelbare scholen en universiteiten.
  - Verplichte deelname aan jeugdorganisatie en fascistische formaties.
- 30: In Den Haag wordt de eerste gasvrije schuilkelder in Nederland geopend.
- Aanslagen op de Chinese Oosterspoorweg laten de spanningen tussen Japan (met Mantsjoekwo) en de Sovjet-Unie verder oplopen.
- De Rooms-Katholieke Volkspartij en de Katholiek Democratische Bond fuseren tot de Katholiek Democratische Partij.

<< · januari · februari · maart · april · mei · juni · juli · augustus · september · oktober · november · december · >>